# Epamera albertia
Epamera albertia är en fjärilsart som beskrevs av Abel Dufrane. Epamera albertia ingår i släktet Epamera och familjen juvelvingar. Inga underarter finns listade i Catalogue of Life.